# Бартошовце
Бартошовце (словац. Bartošovce) — село, община в округе Бардеёв, Прешовский край, Словакия. Расположено в северо-восточной части Словакии.
Впервые упоминается в 1427 году.
В селе есть римско-католическая церковь с 1600 года.

## Населення
| Год:                | 1994 | 2004    | 2014    | 2024    |
| ------------------- | ---- | ------- | ------- | ------- |
| Количество человек: | 707  | 724     | 718     | 774     |
| Разница:            |      | +2,40 % | −0,82 % | +7,79 % |

В селе проживает 367 человек.
Национальный состав населения (по данным последней переписи населения — 2001 год):
- словаки — 98,79%
- цыгане — 0,67%

Состав населения по принадлежности к религии состоянию на 2001 год:
- римо-католики — 98,66%
- греко-католики — 0,81%
- не считают себя верующими или не принадлежат к одной вышеупомянутой церкви — 0,54%